# 春日山古墳群
座標: 北緯35度07分14.9秒 東経135度54分24.5秒 / 北緯35.120806度 東経135.906806度
春日山古墳群（かすがやまこふんぐん）は、滋賀県大津市真野谷口町にある古墳群。1974年（昭和49年）12月23日、国の史跡に指定された。

## 位置・概要
JR堅田駅の西方約1キロ、標高160メートルほどの通称春日山丘陵上に分布する、前方後円墳2基を含む200基以上からなる古墳群である。前方後円墳2基は4世紀後半、他の多くの古墳は6世紀中頃から7世紀前半にかけての築造とみられる。本古墳群のある堅田・真野地区は、大津市の平野部の最北部に位置し、古代には滋賀郡の真野郷に属した。古代には大和国和邇（現在の奈良県天理市櫟本あたり）を本拠としていた豪族の和邇氏が真野郷を治めていたとされ、春日山古墳群は和邇氏の墓域と推定されている。
1968年に滋賀県教育委員会が調査した際、本古墳群は5つの支群（A支群 - E支群）に分けられ、計171基の古墳が確認された。その後、滋賀県、大津市、および京都教育大学考古学研究会によってたびたび分布調査が実施され、未発見だった古墳の確認が相次ぎ、支群の数は11（A支群 - K支群）、古墳の数は計200基以上とされている。
11ある支群のうちＥ支群には前述の前方後円墳2基が含まれる。「春日山古墳群」として国の史跡に指定されているのはこのＥ支群である。その他の古墳の大部分は古墳時代末期（6世紀後半以降）に築造された群集墳で、横穴式石室を主体部とする小円墳である。

## Ｅ支群
Ｅ支群のうち1号墳（春日山古墳）が前方後円墳であることは早くから知られていたが、1989年に滋賀県と京都教育大学考古学研究会が実施した調査で、従来円墳とされていた12号墳も前方後円墳である可能性が指摘された。その後、春日山公園造成にともなって実施された1994年の分布調査と測量（調査主体：滋賀県教育委員会、調査機関：滋賀県文化財保護協会）により、12号墳が前方後円墳であることが確認された。1号墳は全長65メートル、後円部径32メートル、前方部幅20メートル。12号墳は全長54メートル、後円部径27メートル、前方部幅15メートルである。2基とも発掘調査が実施されていないため主体部については未詳であるが、木棺直葬とみられる。
Ｅ支群には、前方後円墳2基、円墳30基（1994年の調査で新たに確認された13基を含む）の計32基がある。埋葬施設は木棺直葬、箱式石棺、横穴式石室の3種類がある。前方後円墳2基は前述のとおり木棺直葬とみられる。円墳は大部分が横穴式石室を主体部とするが、一部に木棺直葬とみられるものや箱式石棺のものがある。かつては、1号墳（春日山古墳）が最初に造られ、10号墳（円墳、木棺直葬?）と11号墳（円墳、箱式石棺）がこれに次ぐと考えられていたが、1994年の調査で12号墳が前方後円墳と確認されたことに加え、木棺直葬とみられる円墳が新たに3基（20・21・22号墳）見つかった。
Ｅ支群の古墳の築造順序と時期について、1995年の滋賀県文化財保護協会の報告は以下のように想定している。まず、2基の前方後円墳は4世紀後半から5世紀初めの築造とみられる。2基のうちどちらが先に築かれたかについては、12号墳が尾根の最高部にあり、琵琶湖や堅田平野を眺望できる場所に占地していることから、こちらが先に築造されたとする。前方後円墳2基の築造を契機として、木棺直葬と箱式石棺の円墳5基がその後150年ほどの間、すなわち、古墳時代後期の群集墳築造が始まる前の5世紀前半から6世紀前半頃までに造られたとする。